# Pandemia de COVID-19 en Zambia
La pandemia de COVID-19 en Zambia fue confirmada el 18 de marzo de 2020. Se trataba de una pareja que había regresado de una visita a Francia. Como medida preventiva, las autoridades habían establecido el cierre de todos los establecimientos educativos del país. A partir de los primeros casos, se dispuso la interrupción de los servicios internacionales terrestres de transporte de pasajeros, el cierre temporal de bares y tabernas y la prohibición de reuniones píblicas de más de 50 personas.
Las autoridades tomaron además una serie de decisiones tendientes a aminorar los efectos económicos de la pandemia, entre ellas, la creación de un fondo de emergencia, tanto en efectivo como en forma de paquetes de alimentos, destinado a los sectores más vulnerables de la población.
Hasta el 17 de octubre de 2020, se habían registrado 15,659 personas confirmadas de coronavirus, 14,899 recuperados y 346 fallecimientos. La tasa de letalidad (fallecidos respecto a confirmados) es del 2,25%.

## Antecedentes
El 12 de enero de 2020, la Organización Mundial de la Salud (OMS) confirmó que un nuevo coronavirus fue la causa de una enfermedad respiratoria en un grupo de personas en la ciudad de Wuhan, provincia de Hubei, China, que se informó a la OMS el 31 de diciembre de 2019.
La tasa de letalidad de COVID-19 ha sido mucho más baja que la del SARS de 2003, pero la transmisión ha sido significativamente mayor, con un número total de muertes significativo. Las simulaciones basadas en modelos para Zambia sugieren que el intervalo de confianza del 95% para el número de reproducción variable en el tiempo.

## Cronología

### Marzo de 2020
El 17 de marzo, el gobierno había cerrado todas las instituciones educativas y había establecido algunas restricciones a los viajes al extranjero. Zambia notificó sus dos primeros casos de COVID-19 en Lusaka el 18 de marzo. Los pacientes eran una pareja que había viajado a Francia de vacaciones. El 22 de marzo se registró un tercer caso. El paciente era un hombre que había viajado a Pakistán.  El 25 de marzo, el presidente Edgar Lungu confirmó un total de 12 casos durante un discurso nacional en vivo.
Durante marzo, 36 personas dieron positivo. Los 36 casos permanecieron activos al final del mes.

### Abril de 2020
Zambia registró su primera muerte el 2 de abril.  En total durante el mes, 70 personas dieron positivo y tres murieron. El número de casos confirmados desde el inicio del brote llegó a 106. El número de casos activos al final del mes fue de 48 (un aumento del 33% desde marzo).

### Mayo de 2020
Para el 5 de mayo, el número de muertes por COVID-19 había aumentado a cuatro.
Hasta el 22 de mayo, Zambia registró 920 casos positivos de COVID-19 frente a 20,011 personas examinadas y analizadas. El presidente Edgar Lungu confirmó que el país registró 7 muertes y un total de 336 recuperaciones.
Al 27 de mayo, Zambia había registrado un total de 137 casos nuevos en los cinco días anteriores, lo que eleva el total a 1.057. El Secretario del Gabinete de Zambia, Dr. Simon Miti, confirmó que el país había registrado 443 recuperaciones durante los cinco días anteriores, lo que eleva el total a 779. Las muertes registradas se mantuvieron en 7 y los casos activos en 271. 

### Junio de 2020
El 23 de junio, el país aprobó un paquete de estímulo económico de ocho mil millones de kuachas (439 millones de dólares estadounidenses) a través de un bono COVID-19.
En junio hubo 437 casos confirmados, lo que eleva el número total de casos confirmados desde el inicio del brote a 1.594. El número de muertos ascendió a 24. A finales de mes había 241 casos activos, una disminución del 11% desde finales de mayo.

### Julio de 2020
Hubo 4.369 nuevos casos en julio, elevando el número total de casos confirmados a 5.963. El número de muertos aumentó de 127 a 151. El número total de pacientes recuperados llegó a 3.803. Había 2.009 casos activos al final del mes.

### Agosto de 2020
El 19 de agosto, la vicepresidenta de Zambia, Inonge Wina, dio positivo por COVID-19. El número de casos confirmados aumentó a más del doble en agosto, a 12.097. El número de muertos aumentó a 288. Había 340 casos activos al final del mes.

### Septiembre de 2020
Hubo 2.618 nuevos casos en septiembre, lo que eleva el número total de casos confirmados a 14.715. El número de muertos se elevó a 332. El número de pacientes recuperados aumentó a 13.937, dejando 446 casos activos al final del mes.

### Octubre de 2020
Hubo 1.417 nuevos casos en octubre, lo que eleva el número total de casos confirmados a 16.432. El número de muertos se elevó a 349. El número de pacientes recuperados aumentó a 15.680, dejando 403 casos activos al final del mes.

### Noviembre de 2020
En noviembre se registraron 1.215 casos nuevos, lo que eleva el número total de casos confirmados a 17.647. El número de muertos se elevó a 357. El número de pacientes recuperados aumentó a 16.998, dejando 292 casos activos al final del mes.

## Impacto en la educación
El 17 de marzo de 2020, el gobierno de Zambia anunció que todas las escuelas, colegios y universidades cerrarían el viernes 20 de marzo.
El ministro de Educación General, David Mabumba, anunció que la Corporación Nacional de Radiodifusión de Zambia (ZNBC) abriría un canal dedicado a la provisión de educación durante el cierre de las escuelas. Mabumba dijo que el nuevo canal ZNBC comenzaría el 13 de abril de 2020.
El Sr. Mabumba dijo que para aquellos que no pueden acceder a la televisión, habrá otros programas educativos en la radio. El ministro dijo que el gobierno introduciría aún más el aprendizaje electrónico y otras medidas para permitir que los alumnos accedan a la educación.

## Autoritarismo
El gobierno de Zambia ha sido acusado de utilizar la pandemia como tapadera para el creciente autoritarismo, de suspender el parlamento para evitar el rechazo del proyecto de ley de la Constitución de Zambia, que debilitaría las instituciones democráticas, y de cerrar la principal estación de televisión privada sobre la base de que se negó a publicar anuncios gubernamentales de COVID-19 de forma gratuita.